# أبيط (إسبانيا)
أُبِيط أو أَبِيط (بالإسبانية: Oviedo أوفييدو)‏ هي مدينة تقع في شمال غرب إسبانيا تأسست في القرن الثامن الميلادي، وهي عاصمة منطقة أشتورية.

## الديموغرافيا
بلغ عدد سكان مدينة أبيط 217.584 نسمة عام 2023 (وفقاً للمعهد الوطني للإحصاء الإسباني).
| 53.269 | 75.463 | 106.002 | 154.117 | 204.276 | 200.411 | 225.391 | 217.584 |

## تاريخ المدينة
- تأسست المدينة عام 761 على يد الراهبين ماكسيمو وفرومستانوس.
- في عام 1521 تعرضت لحريق كبير.
- في عام 1936 تم حصارها خلال الحرب الأهلية الإسبانية.

## معالم المدينة
- كاتدرائية سانت سلفادور التي أسست في القرن الثامن.
- سوق فونتان.

تم إطلاق اسم أوفييدو على ثلاث مدن في كل من الولايات المتحدة الأمريكية، باراغواي وجمهورية الدومينيك بفضل أبناء المدينة. شعار المدينة هي:

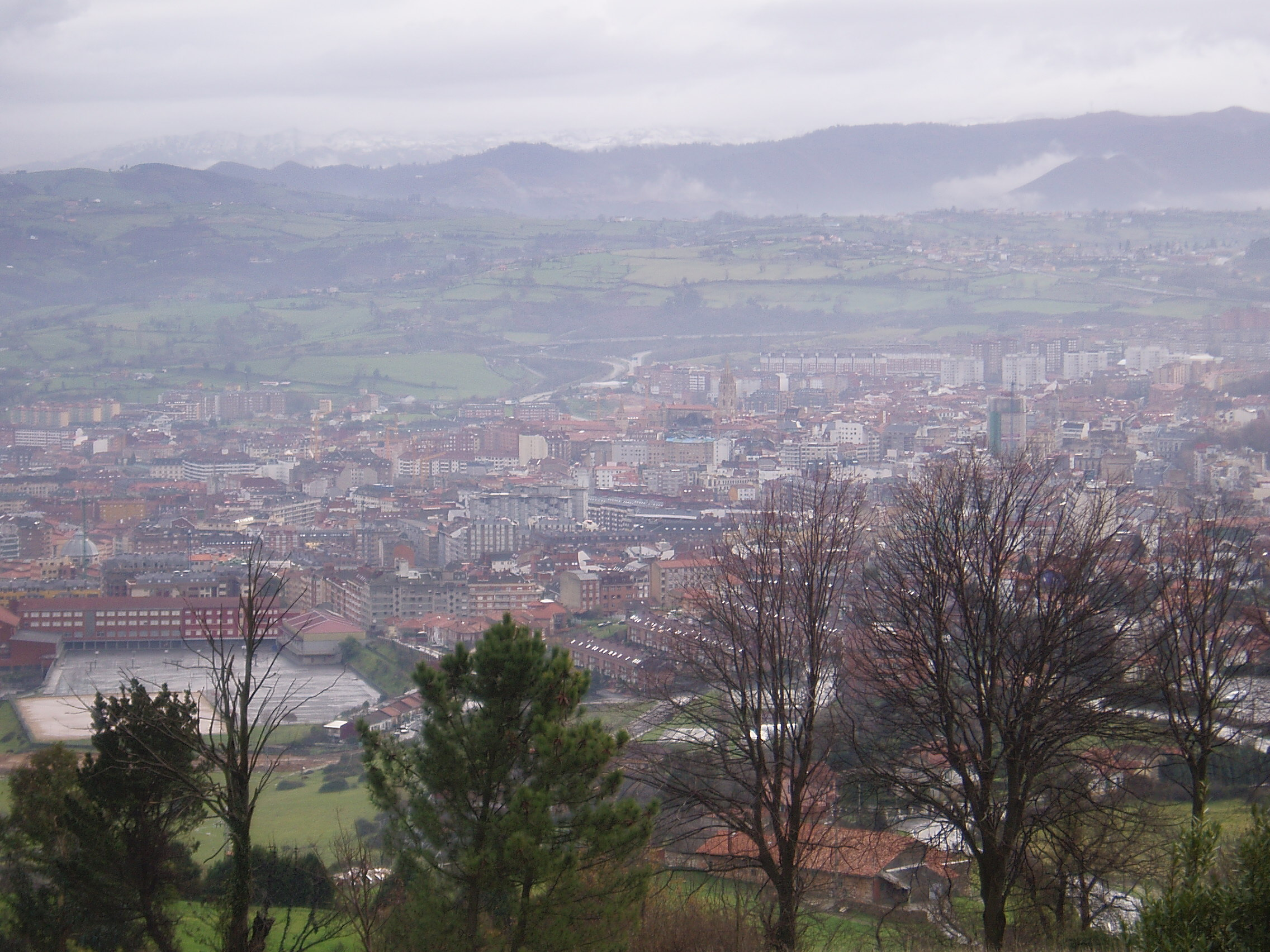
منظر عام على المدينة.

## توأمة
لأبيط اتفاقيات توأمة مع كل من:
- فالبارايسو (26 يناير 1972 - )
- مارانيلو (17 سبتمبر 2010 - )
- بوخوم (26 أكتوبر 1979 - )
- بوينس آيرس (29 أبريل 1983 - )
- كليرمون فيران (5 أبريل 1988 - )
- تامبا (13 ديسمبر 1991 - )
- جيرسي سيتي (7 يوليو 1998 - )
- توريفايجا (2 يناير 2004 - )
- هانغتشو (12 مايو 2006 - )
- Valencia de Don Juan [الإنجليزية]‏ (14 يونيو 2004 - )
- موستوليس (2 مايو 2012 - )
- مدينة فيراكروز (24 نوفمبر 1983 - )
- سانتياغو دي كومبوستيلا
- سانتا كلارا (2 أكتوبر 1995 - )
- سمورة (9 أكتوبر 2001 - )
- فيسيو (10 أبريل 2007 - )
- شنترة (24 نوفمبر 2018 - )[14]
- سانتاندير (14 مايو 2007 - )
- توريلافيجا (17 مايو 2008 - )
- الفجيرة (1 مايو 2014 - )

## أعلام
- ليتيزيا ملكة إسبانيا
- خوسي مانويل فوينتي
- أردونيو الأول ملك أستورياس
- كيني
- برمودو الأول ملك أستورياس
- ليوبولدو ألاس
- بينيتو جيرونيمو فيخو إي مونتينيغرو
- ميتشو
- ألفونسو الثاني ملك أستورياس
- ألفونسو الثالث ملك أستورياس